# Rasensportclub Straßburg 1941-1942
Questa voce raccoglie le informazioni riguardanti il Rasensportclub Straßburg nelle competizioni ufficiali della stagione 1941-1942.

## Stagione
Al termine del campionato regionale lo Strasburgo mancò la qualificazione in Gauliga per due punti, classificandosi al secondo posto nel nuovo girone unico, alle spalle della squadra concittadina delle SS.

## Rosa
| N. |                     | Ruolo | Calciatore     |
| -- | ------------------- | ----- | -------------- |
|    | Germania (bandiera) | D     | Paul Guebhardt |
|    | Germania (bandiera) | D     | Alphonse Lohr  |
|    | Germania (bandiera) | D     | Édouard Meyer  |

| N. |                     | Ruolo | Calciatore       |
| -- | ------------------- | ----- | ---------------- |
|    | Germania (bandiera) | A     | Oscar Heisserer  |
|    | Germania (bandiera) | A     | Gérard Schaaf    |
|    | Germania (bandiera) | A     | Robert Schneider |